# Belgrano Cargas
Belgrano Cargas ou Belgrano Cargas Sociedad Anónima (BCSA) est une ancienne société anonyme privée argentine, qui exploitait le réseau ferroviaire de fret à écartement de 1 000 mm sur 10 841 km construit par les chemins de fer du Centre-Nord et de la province de Santa Fe, qui ont été intégrés au chemin de fer General Manuel Belgrano après la nationalisation des chemins de fer en 1948.
Le réseau exploité par Belgrano Cargas s'étendait sur les provinces de Buenos Aires, Santa Fe, Córdoba, Mendoza, Santiago del Estero, San Juan, La Rioja, Catamarca, Tucumán, Chaco, Formosa, Salta et Jujuy. La ligne atteignait également tous les pays voisins de l'Argentine, comme la Bolivie, l'Uruguay, le Brésil, le Chili et le Paraguay.
Ces dernières années, le nom de Belgrano Cargas est souvent utilisé à tort par le gouvernement et la presse argentins pour désigner l'ensemble du réseau de fret du pays, et plus particulièrement les parties exploitées par Belgrano Cargas y Logística. Ce nom est resté bien que le réseau de fret englobe de nombreuses autres compagnies ferroviaires argentines, dont le chemin de fer General Belgrano.

## Histoire
Dans le cadre d'un plan national de privatisation des chemins de fer mené sous la présidence de Carlos Menem à partir de 1992, une concession de 30 ans pour l'exploitation du réseau a été accordée à Belgrano Cargas SA, formée par le syndicat des cheminots, Unión Ferroviaria (51 %), et Laguna Paiva (48 %), une coopérative industrielle, le 16 novembre 1999. Néanmoins, le syndicat a été impliqué dans des soupçons concernant la gestion des fonds reçus pour exploiter la ligne. Le syndicat a allégué que le gouvernement n'avait pas investi suffisamment pour réactiver la ligne qui était dans un état critique lorsqu'il a pris le contrôle. En 1998, Belgrano Cargas transportait 3 287 515 tonnes par an. En 2006, ce chiffre est tombé à 500 000 tonnes.
Pendant la présidence de Néstor Kirchner, deux appels d'offres ont échoué en raison du manque d'investisseurs intéressés. Peu après, Shima, une entreprise chinoise associée à l'entrepreneur local Franco Macri, a présenté un plan d'investissement de 1 400 millions de dollars australiens. Ce consortium s'est finalement retiré lorsque le gouvernement a imposé comme condition que les holdings privés Emepa Group et Grupo Roggio (propriétaires des opérateurs ferroviaires Ferrovías et Metrovías respectivement) fassent partie du holding de l'opérateur avec Unión Ferroviaria et d'autres syndicats de transport d'Argentine.
En 2008, le gouvernement argentin a mis fin à la concession accordée à Belgrano Cargas SA pour exploiter les services de fret de Ferrocarril Belgrano. Belgrano Cargas y Logística a été créée en mai 2013 par décret national pour reprendre les services de fret de Ferrocarril Belgrano, auparavant exploités par Belgrano Cargas. En juin de la même année, l'entreprise a également repris certains services des chemins de fer Urquiza, San Martín et Sarmiento,,.